# Église Saint-Côme-et-Saint-Damien de Futog
Pour les articles homonymes, voir Église Saint-Côme-et-Saint-Damien.
L'église Saint-Côme-et-Saint-Damien de Futog (en serbe cyrillique : Црква Светих Врачева Кузме и Дамјана у Футогу ; en serbe latin : Crkva Svetih Vračeva Kuzme i Damjana u Futogu) est une église orthodoxe située à Futog, sur le territoire de la ville de Novi Sad, en Serbie. L'église, dont l'origine remonte au début du XVIIIe siècle, est inscrite sur la liste des monuments culturels de grande importance de la république de Serbie (identifiant no SK 1157).

## Historique

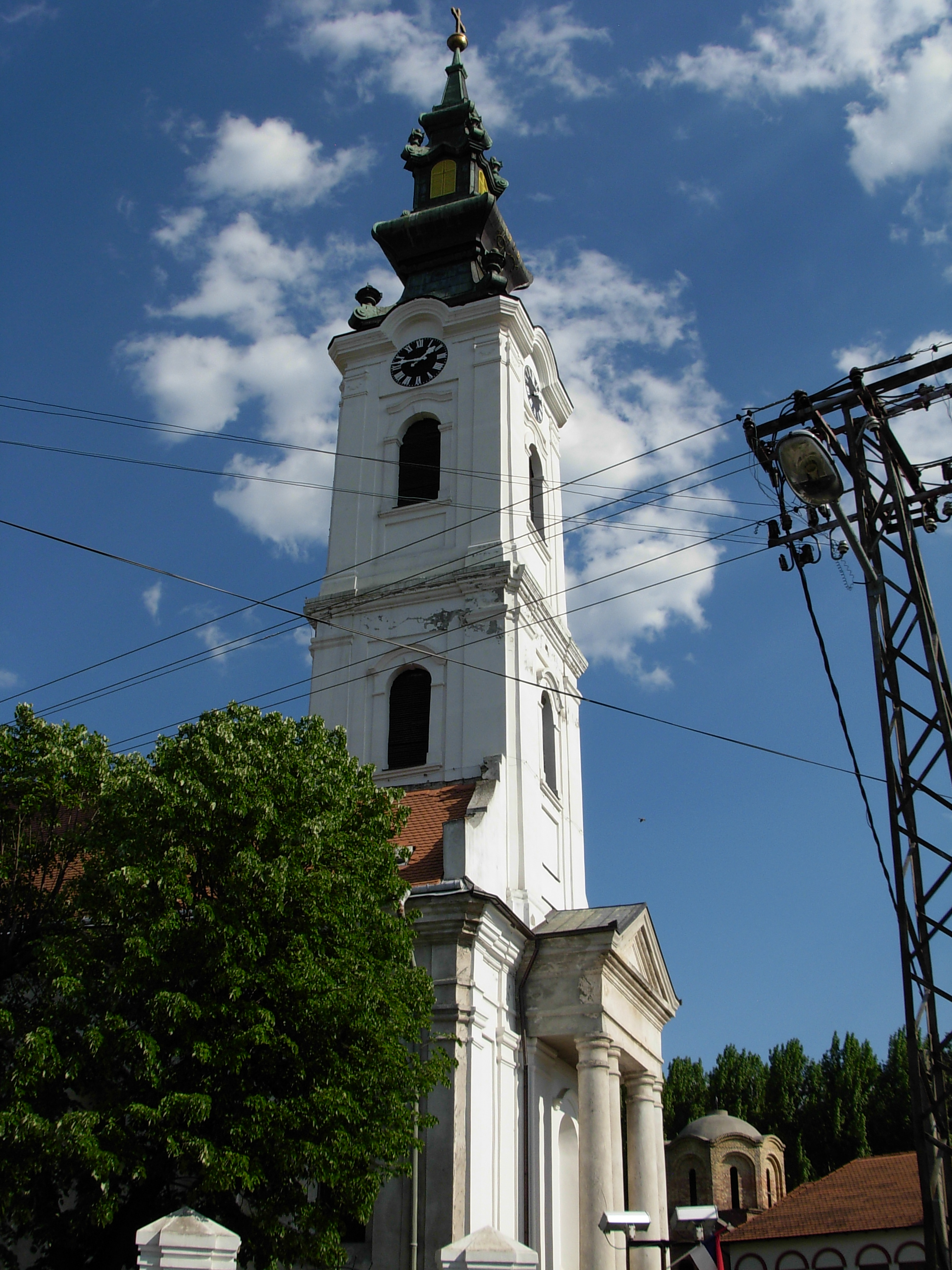
Vue de la façade

L'église Saint-Côme-et-Saint-Damien a été construite en 1776. À l'entrée se trouve une plaque commémorative indiquant le nom des donateurs ayant permis la construction de l'édifice ; le plus important d'entre eux est le comte Rudolf von Kotek. Dans le cimetière de l'église sont enterrés la femme et les enfants de Jovan Jovanović Zmaj.

## Architecture
L'église est constituée d'une seule nef, voutée en berceau, prolongée par une abside demi-circulaire aussi large que la nef. La façade occidentale s'élève sur trois niveaux ; elle est dominée par une tour-clocher surmontée d'un bulbe ; au premier niveau, l'entrée principale est ornée d'un porche avec un fronton triangulaire soutenu par quatre colonnes groupées deux à deux. Deux autres portiques se trouvent au nord et au sud. Porches et portiques ont été ajoutés à l'édifice en 1908.

## Iconostase, icônes et fresques
L'iconostase de l'église a été peinte par Arsenije Teodorović en 1799 dans un style baroque tardif influencé par Teodor Ilić Češljar.
L'église abrite une importante collection d'icônes dues à Pavle Simić et provenant de l'ancienne chapelle de l'Annonciation de Vašarište ; on y trouve aussi des trônes peints. Les fresques de l'édifice sont attribuées à l'atelier de Janko Halkozović ; sur la voûte sont représentés des thèmes mariaux soulignant le caractère protecteur de la Mère de Dieu ; à l'autel est peinte la Cène et sur le mur occidental est représenté le Jugement Dernier.

## Restauration
L'église a été restaurée en 2004.